# Heat (SG Lewis e Tove Lo)
Heat è un EP collaborativo del musicista inglese SG Lewis e della cantante svedese Tove Lo, pubblicato nel 2024.

## Tracce
1. Heat – 3:37 (testo: Tove Nilsson – musica: Samuel George Lewis, Nilsson, Orlando Higginbottom)
2. Let Me Go Oh Oh – 3:58 (testo: Nilsson – musica: Lewis, Nilsson, Higginbottom)
3. Busy Girl – 2:22 (testo: Nilsson – musica: Lewis, Nilsson, Higginbottom)
4. Desire – 5:34 (testo: Nilsson – musica: Lewis, Nilsson)